# 美国东方学会
美国东方学会 (American Oriental Society) 成立于1842年，是美国古最老的学会之一。 学会和耶鲁大学有紧密合作。学会定期出版季刊《美国东方学会杂志》 (Journal of the American Oriental Society （页面存档备份，存于）)，是世上最悠久且著名的东方学及漢學學術期刊。
学会主席曾经有Theodore Dwight Woolsey，James Hadley (scholar)|James Hadley，William Dwight Whitney，Daniel Coit Gilman|Daniel C. Gilman，William Hayes Ward|William H. Ward，Crawford Howell Toy|Crawford H. Toy，Morris Jastrow, Jr.和Harold H. Bender。